# Петкоя
Петкоя — деревня в Княжпогостском районе республики Коми в составе сельского поселения Шошка.

## География
Находится на левом берегу реки Вымь на расстоянии примерно 12 км на север-северо-запад по прямой от центра района города Емва.

## История
Упоминается с 1784 года. В 1918 году здесь проживало 85 жителей.

## Население
Постоянное население составляло 4 человека (коми 100 %) в 2002 году, 1 в 2010.